# Dicranum gonoi
Dicranum gonoi là một loài rêu trong họ Dicranaceae. Loài này được Cardot mô tả khoa học đầu tiên năm 1909.